# Jürgen Prochnow
Jürgen Prochnow, född 10 juni 1941 i Berlin, är en tysk skådespelare. 
Jürgen Prochnow slog igenom internationellt med sin roll som kaptenlöjtnanten (i filmen kallad "Der Alte" – den gamle) i det tyska ubåtsdramat Das Boot från 1981. Prochnow har efter det verkat i såväl Tyskland som USA.

## Filmografi (i urval)
- 1981 – Das Boot
- 1984 – Dune
- 1987 – Snuten i Hollywood II
- 1988 – Det sjunde tecknet
- 1989 – En torr vit årstid
- 1991 – Robin Hood
- 1992 – Twin Peaks: Fire Walk with Me
- 1993 – Älska till döds
- 1995 – Judge Dredd
- 1996 – Den engelske patienten
- 1997 – Air Force One
- 1998 – The Replacement Killers
- 1999 – Der blonde Affe
- 2000 – The Last Stop
- 2001 – Ripper: Letter From Hell
- 2003 – House of the Dead
- 2003 – Baltic Storm
- 2006 – Da Vinci-koden
- 2006 – Beerfest